# 22942 Алексакуртіс
22942 Алексакуртіс (22942 Alexacourtis) — астероїд головного поясу, відкритий 13 жовтня 1999 року.
Тіссеранів параметр щодо Юпітера — 3,351.